# NGC 4178
NGC 4178 est une galaxie spirale barrée magellanique  relativement rapprochée et située dans la constellation de la Vierge. NGC 4178 a été découverte par l'astronome britannique John Herschel en 1825. Cette galaxie a aussi été observée par l'astronome allemand Arnold Schwassmann le 6 septembre 1900 et elle a été inscrite à l'Index Catalogue sous la désignation IC 3042.

## Caractéristiques
La classe de luminosité de NGC 4178 est IV-V et elle présente une large raie HI. Elle renferme également des régions d'hydrogène ionisé.

### Distance
Sa vitesse par rapport au fond diffus cosmologique est de 715 ± 24 km/s, ce qui correspond à une distance de Hubble de 10,54 ± 0,82 Mpc (∼34,4 millions d'al).
À ce jour, 25 mesures non basées sur le décalage vers le rouge (redshift) donnent une distance de 14,100 ± 2,997 Mpc (∼46 millions d'al), ce qui est à l'intérieur des valeurs de la distance de Hubble. Cependant, cette galaxie est relativement rapprochée du Groupe local et les mesures indépendantes sont souvent assez différentes des distances de Hubble pour les galaxies rapprochées en raison de leur mouvement propre dans le groupe où l'amas où elles sont situées. Notons que c'est avec les mesures des valeurs indépendantes, lorsqu'elles existent, que la base de données NASA/IPAC calcule le diamètre d'une galaxie.

## Trou noir supermassif

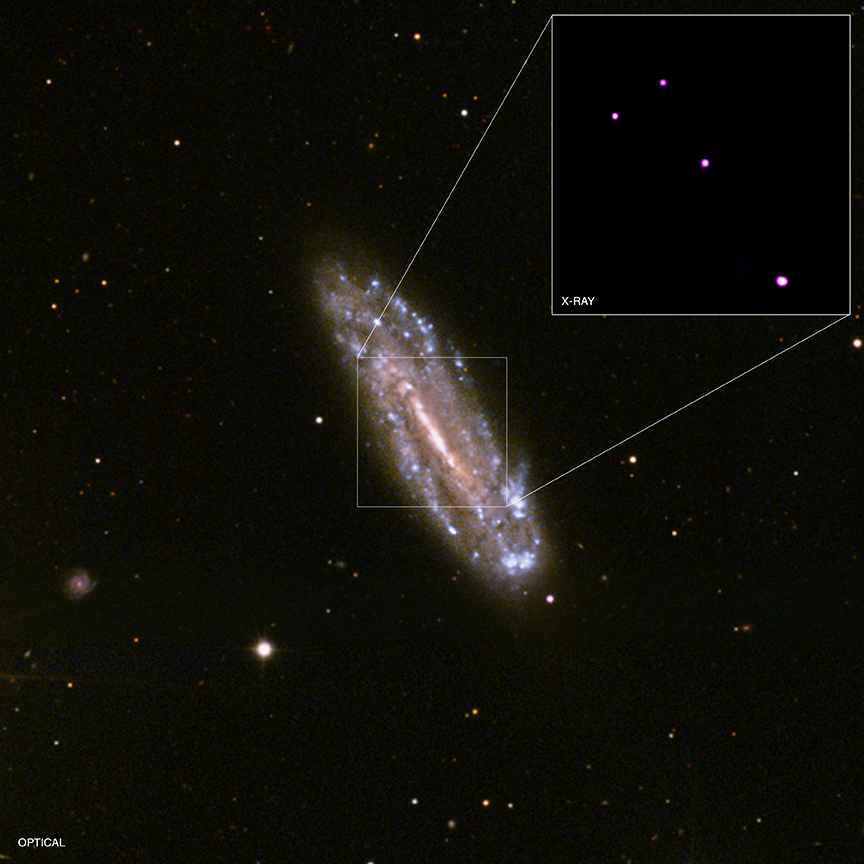
Le trou noir supermassif de NGC 4178.

L'un des plus massifs trous noirs supermassifs jamais observés au milieu d'une galaxie a été découvert dans cette galaxie grâce à l'observatoire de rayons X Chandra et à plusieurs autres observatoires. Ce trou noir est situé au milieu de NGC 4178 comme le montre cette image provenant du relevé SDSS. L'encart montre, à la position du trou noir, la source de rayons X captée par Chandra. Une analyse des données de Chandra, ainsi que des données infrarouges du télescope spatial Spitzer de la NASA et des données radio du Très grand réseau Karl-G.-Jansky de la NSF, suggère que la masse de ce trou noir est inférieure à environ 200 000 fois celle du soleil, près de l'extrémité de faible masse extrême de la gamme des trous noirs supermassifs. NGC 4178 est d'un type de galaxie qui n'est pas censé abriter de trous noirs supermassifs, ce qui suggère que ce trou noir, bien que lié à ses cousins supermassifs, pourrait avoir une origine différente.

## Morphologie
NGC 4178 a été utilisée par Gérard de Vaucouleurs comme une galaxie de type morphologique SB(s)d dans son atlas des galaxies,.
Eskridge, Frogel et Pogge ont publié un article en 2002 décrivant la morphologie de 205 galaxies spirales ou lenticulaires rapprochées. Les observations ont été réalisées dans la bande H de l'infrarouge et dans la bande B (le bleu). Selon Eskridge et ses collègues, NGC 4178 est de type SBcd dans la bande B et SBc? (edge-on) dans la bande H. NGC 4178 est vue presque par la tranche. Elle n'a pas de noyau ni de bulbe, mais une longue barre de contraste élevé. Deux larges bras spiraux de faible contraste émergent des extrémités de la barre et ils s'estompent dans le disque après ~120°. Il y a trois nœuds de formation d’étoiles très brillants sur le côté sud-ouest de la galaxie, avec de nombreux nœuds plus faibles dans tout le disque.

## Supernova
La supernova SN 1963I a été découverte dans NGC 4178 le 14 mai 1963 par un dénommé Zaytseva. Cette supernova était de type Ia.

## Amas de la Vierge
La désignation VCC 66 de cette galaxie indique qu'elle fait partie de l'Amas de la Vierge. On ne la retrouve cependant pas dans l'un des groupes des sources consultées.